# Santa María de Dulcis
Santa María de Dulcis község Spanyolországban, Huesca tartományban. Santa María de Dulcis Adahuesca és Alquézar községekkel határos. Lakosainak száma 209 fő (2024).

## Népesség
A település népessége az utóbbi években az alábbiak szerint változott:
| Lakosok száma | 219  | 213  | 218  | 211  | 226  | 226  | 213  | 209  | 201  | 209  |
|               | 2001 | 2004 | 2007 | 2009 | 2012 | 2014 | 2017 | 2019 | 2022 | 2024 |